# Ta-Ha (sura)

Ta Ha w kaligrafii arabskiej

Ta Ha (arab. ‏طه‎) – 20. sura Koranu. Zaliczana jednomyślnie do sur mekkańskich. Pierwsze 40 wersetów sury znajduje się w jednym z najstarszych zachowanych manuskryptów z fragmentami Koranu – w Manuskrypcie z Birmingham, który zgodnie z datowaniem radiowęglowym powstał za życia Mahometa, lub tuż po jego śmierci. Sura jest jedną z 29 sur, które się zaczynają od muqattaʿat, lub „tajemniczych liter”.

## Pochodzenie nazwy sury
Nazwa sury jest zaczerpnięta z wersetu 1.:
W tłumaczeniu Józefa Bielawskiego:
 1 Ta. Ha.

 2 Nie zesłaliśmy ci Koranu, abyś był nieszczęśliwy,

 3 lecz jako napomnienie dla tego, kto się obawia;

 4 jako objawienie Tego, który stworzy ziemię i niebiosa wyniosłe.
W tłumaczeniu Musy Çaxarxana Czachorowskiego:
 1. Ta, ha. 

 2. Nie zesłaliśmy ci Koranu, abyś znosił cierpienie, 

 3. ale jedynie jako napomnienie dla tych, którzy się obawiają, 

 4. jako objawienie od Tego, który stworzył ziemię i niebiosa najwyższe.
Nazwa Ta Ha (podobnie jak w przypadków nazw większości sur w Koranie) nie opisuje tematu całej sury. Jest swego rodzaju słowem-kluczem, którego zwyczajowo używano, aby odróżnić tę surę od innych. Ta Ha to jedna z tzw. muqattaʿat – „tajemniczych liter”. Są to kombinacje liter alfabetu arabskiego, w liczbie od 1 do 5, rozpoczynające 29 sur Koranu. Zarówno muzułmańscy uczeni, jak i badacze świeccy, wysunęli wiele teorii na temat znaczenia tych liter. Ibn Kathir, jeden z najbardziej znanych egzegetów Koranu w świecie muzułmańskim, podsumował kwestię muqatt'at następująco:
„Pojedyncze litery, na początku niektórych sur należą do tych rzeczy, o których wiedzę Allah zatrzymał dla siebie.”

## Główne wątki i postaci w surze Ta Ha
- Koran przypomnieniem dla bogobojnych ludzi
- po śmierci ludziom będzie się wydawało, że życie doczesne trwało bardzo krótko
- fragmenty historii Musy (Mojżesza)
- sceny z Dnia Ostatecznego
- fragmenty historii Adama i Szajtana
- wskazówki dla wierzących – m.in., aby nie zazdrościli dóbr materialnych